# 耶基斯 (坑)
耶基斯陨石坑(Yerkes)是月球正面危海西部的一座古撞击坑残迹，约形成于早雨海世，其名称取自美国银行家、曾赞助叶凯士天文台建设的查尔斯·泰森·耶基斯(Charles Tyson Yerkes，1837年-1905年)，1935年被国际天文学联合会正式批准接受。

## 描述

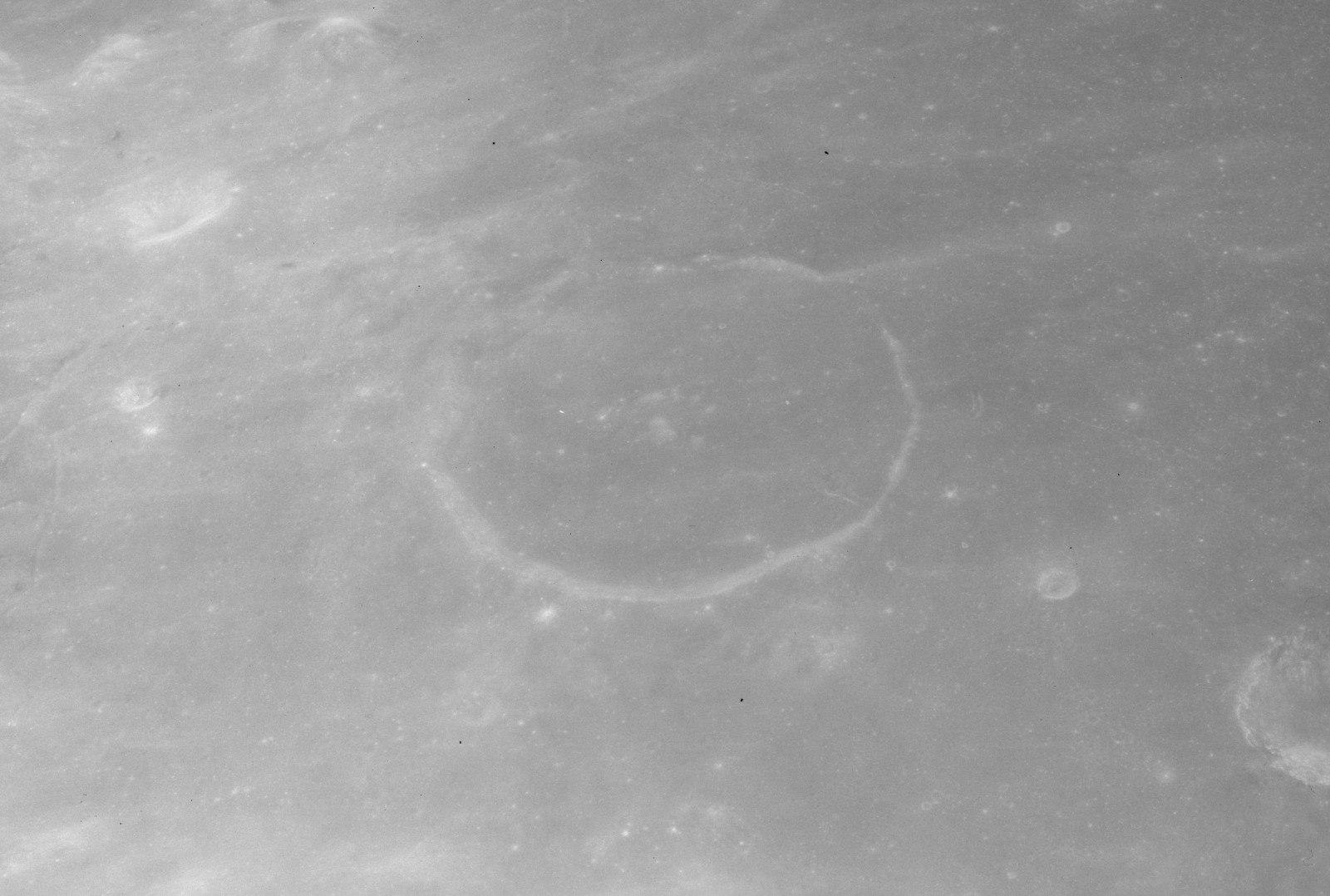
阿波罗15号拍摄的斜视图

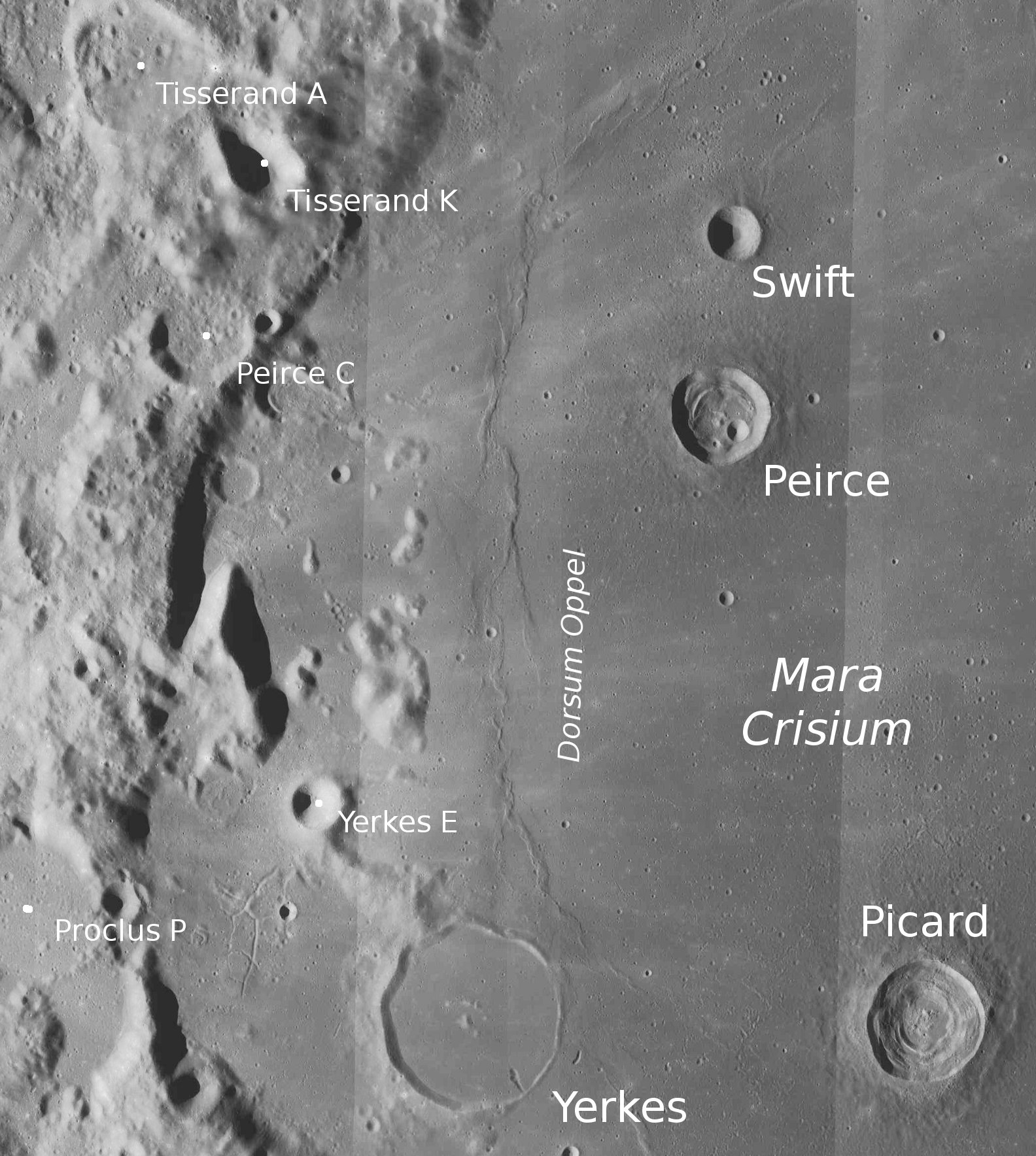
耶基斯陨石坑的周边，月球勘测轨道飞行器拍摄。

该陨坑西北偏北毗邻普罗克洛斯陨石坑；西北侧分布着弗雷德霍姆陨石坑、马克罗比乌斯环形山和蒂斯朗陨石坑；东北偏北靠近皮尔斯陨石坑；皮卡德陨石坑位于它的东侧；东南和西南分别坐落着格里夫斯陨石坑和格莱舍陨石坑。耶基斯陨石坑的东北绵延着奥佩尔山脊，西面横亘着睡沼。该陨坑的中心月面坐标为14°36′N 51°42′E / 14.6°N 51.7°E，直径35公里，深度620。
耶基斯陨石坑已完全被危海形成时的熔岩所掩没，只有坑壁上部以及一群中央峰峰顶露出在表面之上。陨坑东侧残壁依稀可见，而西侧壁则更高，也更易分辨，北侧壁上一道纤细的山脊一直延伸至西北偏北的卫星坑"耶基斯 E"。碗状的坑底相当平坦，反照率类似于附近的月海，与周边环境没有明显区别，东南部地表上显示有数座陨坑构成的短沟壑。

## 卫星陨石坑

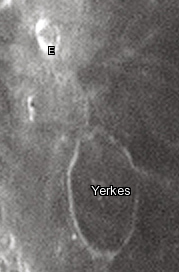
周边卫星坑图

按惯例，月图上最靠近耶基斯陨石坑的卫星坑，将通过在其中心点旁放置一字母而标示出它们。
| 耶基斯 | 緯度    | 經度    | 直徑   |
| ------ | ------- | ------- | ------ |
| E      | 15.9° N | 50.6° E | 10公里 |